# Sagua la Grande
Sagua la Grande es una ciudad cubana de la provincia de Villa Clara (antes Las Villas). Cercana a la costa norte de la isla, se encuentra situada en la llanura norte de Villa Clara y forma una amplia franja de terreno llano entre la sierra de Jumagua y el mar, atravesada por el río Sagua La Grande (o río Undoso), el cual le da nombre y es además el tercero más largo del país, antes de desembocar en el Atlántico por Isabela de Sagua.

## Historia
La fundación oficial de la ciudad ocurrió el 8 de diciembre de 1812, aunque ya existía un asentamiento poblacional en este sitio desde finales del siglo XVII y algunos asentamientos de madereros en sus alrededores casi desde la conquista de América. Fue fundado por Don Juan Caballero.
En esta fecha, se construyó una pequeña ermita y se celebró la primera misa. A partir de ese entonces la población experimentó un rápido crecimiento y desarrollo. El 3 de junio de 1817 fue creada la Capitanía y en 1822 el Ayuntamiento.
Esta prosperidad condujo a su separación de Santa Clara con la creación de la primera Tenencia de Gobierno como cabecera de la nueva jurisdicción de Sagua la Grande y el otorgamiento del título de «Villa de la Purísima Concepción de Sagua la Grande» en 1866 por la reina Isabel II de España.

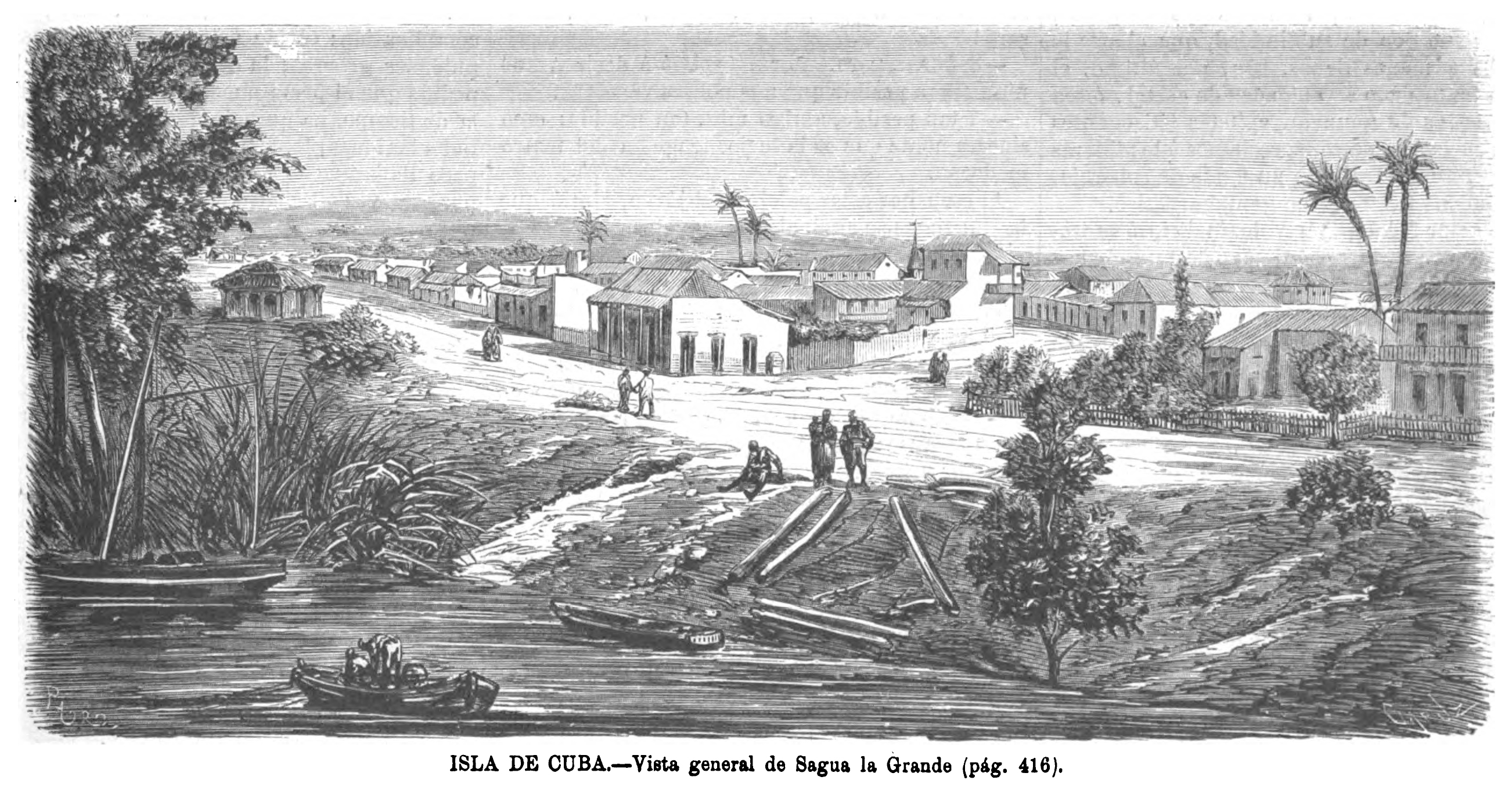
Vista de la localidad en el (La Ilustración Española y Americana, 1872)

La ciudad no fue muy afectada por las guerras de Independencia, lo que condujo a un acelerado desarrollo económico en la segunda mitad del siglo XIX y principios del XX, período en el que se construyeron elegantes edificaciones y obras públicas como el primer alcantarillado de Cuba (1853), uno de los primeros ferrocarriles de la isla y el acueducto (1893). Este desarrollo condujo a que esta ciudad fuera a la delantera en muchos aspectos de la vida social y económica. Algunas de las primicias de Sagua la Grande fueron la construcción del primer buque de vapor cubano en 1849; la redacción del primer poema romántico en Cuba por Francisco Poveda y Armenteros; la publicación del primer periódico científico editado fuera de la capital cubana, "El Eco Científico de Las Villas" (1883), el desarrollo del primer movimiento reformista de alcance nacional para enfrentar la crisis económica de la década de 1880; la fundación del primer colegio laico de Cuba, "Luz y Verdad", en 1886 por Juan J. de Garay; la instalación de la primera red telefónica del centro de Cuba en 1892 (lo que la convirtió en la cuarta ciudad cubana dotada de telefonía); la constitución del primer partido político fundado al finalizar la dominación española, Partido Democrático Sagüero, el 14 de diciembre de 1898 y la fundación del primer centro de enseñanza preescolar en Cuba por Francisco P. Machado. Fue igualmente una de las primeras ciudades cubanas en disponer de energía eléctrica.
Este desarrollo continuó hasta la década de 1920 en la que se vio afectada por la crisis que atravesaba la nación. Aun así, en la década de 1950 era una importante ciudad desde el punto de vista económico, concentrando gran parte de la industria del centro de Cuba. Durante la República era considerada la segunda ciudad industrial de la isla de Cuba.
En la actualidad la ciudad conserva en muy malas condiciones el espíritu neoclásico de su planificación urbana y de su arquitectura, con reducidas incursiones modernas en su centro histórico. Por estas razones, el centro histórico de Sagua la Grande fue declarado Monumento nacional el 6 de diciembre de 2011, en correspondencia con sus valores arquitectónicos y de conservación. En reunión efectuada en Matanzas la Comisión Nacional de Monumentos tituló el expediente presentado por la Oficina de Monumentos perteneciente a la Dirección Municipal de Cultura de la Villa del Undoso en alusión a una exhaustiva investigación y justificación de sus inmuebles. Fueron reconocidas 32 hectáreas con la condición de Monumento nacional, que se enmarcan entre las calles Máximo Gómez, Luz Caballero, Libertadores y Enrique J. Varona. Además, la resolución registra 12 hectáreas como zonas protegidas, las que integran el Mausoleo “José Luis Robau”, la antigua cárcel de la ciudad y la zona del río con sus edificios. Con la declaratoria del centro histórico de Sagua la Grande como Monumento nacional todos los inmuebles del área quedan protegidos por la ley.
Con un crecimiento demográfico muy lento (incluso negativo) y con tendencia a la longevidad, la ciudad cuenta con 52 000 habitantes (2018). En la actualidad vive un momento de renovación de su industria e intenta insertarse en el mercado turístico internacional. Con este propósito se han rehabilitado varias edificaciones de valor patrimonial con el objetivo de convertirlos en hoteles y otras instalaciones recreativas. De igual forma, existen intenciones de construir otros hoteles en la ciudad y en la cercana playa de Cayo Esquivel. Simultáneamente, se están ejecutando varias acciones con un impacto positivo en la población local, que incluyen la reparación del hospital "Mártires del 9 de Abril" y la construcción de una zona peatonal comercial en el centro de la ciudad. 
Se encuentra conectada al resto de las poblaciones de Cuba mediante carreteras y ferrocarriles, y es un centro económico regional que, aunque ha mermado mucho desde el año 1959, aún conserva parte de aquel desarrollo económico-social que tuvo durante la colonia y la época republicana.
El amplio y elegante edificio del instituto pre-universitario construido durante la República, considerado entre los mejores de Las Villas, y que fuera el único del mundo en contar con un avión para realizar estudios por la cátedra de geografía, lamentablemente fue muy abandonado después de 1959 pero desde 2010 ha vuelto a albergar a esta prestigiosa institución de la enseñanza media.
Cuenta con instituciones de educación superior, como la Universidad Médica de Sagua la Grande así como otras sedes municipales universitarias, pedagógicas y politécnicas.

## Deportes
Durante la República fue tierra de grandes atletas en el deporte profesional y después de 1959 también lo ha sido en el deporte aficionado.
De Sagua la Grande son los boxeadores profesionales Kid Charol (1901-1909), Kid Gavilán (1926-2003), Kid Nacional, Black Pico, Roleaux Sagüero y Relámpago Sagüero.
El deporte profesional desapareció en 1959, y solo se mantuvo el deporte aficionado. Entre estos atletas de esta segunda mitad del siglo XX se destacan: José Gómez Pinto receptor del Equipo Azucareros, Víctor Mesa, jardinero central titular de la Selección de béisbol de Cuba/Selección Cubana de Béisbol durante las décadas de 1980 y 1990.

## Nacidos en Sagua la Grande
Entre los nacidos en la ciudad se encuentran personas como:
- Joaquín Albarrán Domínguez, urólogo.
- Pedro Suárez Rojo (naturalista y explorador)
- Alfredo Pérez Carratalá (arqueólogo)
- Raul Villavicencio (arqueólogo)
- Concepción Campa Huergo (doctora bioquímica)
- Jorge Laureano Moya Rodríguez (professor de mérito de la Universidad Central "Marta Abreu" de Las Villas, investigador)
- Rosalía Castro (poetisa)
- Wifredo Lam (pintor)
- Antonio Machín (cantante)
- Ajubel (pintor, humorista gráfico, ilustrador)
- Baudilio Espinosa (humorista)
- Jorge Luis López (actor de teatro, cine y televisión)
- Cayo Bequer (cantante)
- Alfredo Sosabravo (artista plástico)
- Enrique González Mantici (músico)
- Rodrigo Prats (músico)
- Don Ramón Solís (músico)
- Jorge Mañach Robato (literato)
- José Pepe Núñez (pintor)
- Óscar B. Cintas (mecenas de las artes)
- Peter Henry Emerson (fotógrafo)
- Concepción (Conchita) Rodríguez (profesora de música)
- Antonino Fabre (músico)
- Emilio Núñez (patriota y vice-presidente de Cuba)
- José Luis Robau (patriota y gobernador)
- Manuel Ascunce Domenech (maestro)
- Melquíades Martínez (senador en Estados Unidos de América)
- Carlos Álvarez del Castillo (locutor de radio y televisión)
- Elizabeth Pérez (periodista cubanovenezolana)
- Edelmira Sampedro y Robato (condesa de Covadonga)
- Mario Rodriguez Alemán (crítico de cine)
- Carlos Enrique Hernández Borroto (médico)

## Investigaciones históricas
La historia general de Sagua la Grande se concentra en dos grandes investigaciones. La obra del historiador Antonio Miguel Alcover Beltrán (1875-1915), quien dejó la herencia de los acontecimientos relacionados con el siglo XIX, gracias a sus entrevistas personales a habitantes de la región; y actualmente Pedro Suárez Rojo (Tintín) que rescató todo el siglo XX y parte del XXI en su obra Tintín Collection que incluye periódicos, libros, fotos, películas y videos de todos los acontecimientos históricos de época referida: Archivo Sabaneque.
Recientes estudios del grupo de investigaciones Sabaneque y el Delta, han revelado una enorme cantidad de sitios arqueológicos precolombinos, que dibujan un poco la antigua geografía de Sagua.
Se sabe que el nombre de Sagua (Cagua) proviene de la pronunciación indígena que significaba "lugar de mucha agua" y la actual región de Villa Clara donde está ubicada no es más que el antiguo territorio indio Sabaneque que significa (llanura pequeña), que se extendía desde el río Sagua la Chica hacia el Oeste hasta los límites actuales de la provincia de Matanzas.
Por su parte Sabana, que significa (llanura grande), se localizaba desde el río Sagua La Chica hacia el Este hasta los límites de Camagüey, según los aportes actuales de la Colección Tintín, pues antiguamente los historiadores confundían a Sabana y Sabaneque como parte de un mismo territorio indio (que hubiese sido descomunalmente desproporcionado en relación al resto de las jurisdicciones indígenas). Los cronistas nunca hablaron de "Sabana o Sabaneque", sino más bien de dos zonas diferenciadas.
Posterior a la conquista española de Cuba, el nombre de Sabaneque fue substituido por el de Jurisdicción de Sagua la Grande, y el de Sabana por el de Jurisdicción de Remedios. En la actualidad ambos se han reducido a nivel de municipio que pertenecen a la provincia Villa Clara.
El primer barrio que se conoce de esta antigua Jurisdicción es Carahatas, ya que en época tan lejana como 1512 durante la expedición de Pánfilo de Narváez, estuvo el padre Bartolomé de las Casas y compartieron con los primeros habitantes sagüeros unos días de verdadero paraíso alimenticio y de descanso.
En 1975 el grupo espeleológico Sabaneque de Sagua la Grande descubrió el primer sitio arqueológico de toda la franja norte de la provincia de Las Villas y durante el mismo año se realizó la primera excavación. A partir de entonces se han descubierto decenas de sitios arqueológicos a lo largo de lo se conoció como jurisdicción y región de Sagua la Grande.
El estudio de la prehistoria de Sagua la Grande se ha complicado, luego de que durante investigaciones arqueológicas comenzaran a aparecer en sus alrededores unas enormes hachas de mano o bifaces (bifaz) que solo la antigua industria paleolítica produjo, por lo que los arqueólogos cubanos están en una verdadera encrucijada investigadora al no poder comprender cómo una comunidad tan primitiva pudo habitar en una isla de América.

## Piratas, corsarios y filibusteros
También se registran algunos hechos y algunas leyendas sobre los primeros tiempos de la colonización, cuando piratas, corsarios filibusteros y bucaneros descubrieron en esta zona de Cuba un verdadero reducto geográfico hecho a su medida.
No existe región de Cuba más rica en leyendas de tesoros piratas que el norte de Las Villas, con centro en Sagua la Grande, donde se dice que muchos de los viejos bucaneros se retiraron para pasar su vejez y gastar sus fortunas acumuladas en pasadas aventuras marinas.
La enorme cantidad de leyendas regadas por las calles de Sagua quizá prueben esta afirmación y hagan de la Villa del Undoso una localidad cubana con mitología propia.
La costa norte de Cuba, con su estratégica cayería de Sabana y Sabaneque —la cual alberga la asombrosa cifra de 2517 cayos en la antigua ruta a Europa— fue refugio y domicilio de estos salteadores de los mares antillanos, a los cuales este tesoro geográfico les quedaba justo al borde de la ruta del oro a España.
Este constante tráfico o tentación flotante hizo que por aquí pasaran el inglés Francis Drake (“El Azote de Dios”) (1540-1596); el holandés Cornelius Jol (“Pie de Palo”) (1597-1641); el francés Jean David Nau (“El Olonés”) (1630-1671); el temible inglés Sir Henry Morgan (1635-1688); el cubano Diego Grillo (“El Mulato”, un pirata negro) (1558-1640); el corsario francés Jean Lafitte (1781-1826?), que en 1821 se retiró en Cayo Cristo, y los bucaneros holandeses Laurens de Graaf (“Lorencillo"), llamado así por su corta estatura, y su coterráneo Rock o Roche Brasiliano, entre los más conocidos.
Desde América hacia España viajaron unos 300 000 pesos-oro anuales entre 1492 y 1500. Desde el año 1500 hasta 1545 se trasladaron 3 millones de pesos-oro anuales. Desde 1545 a 1600, 11 millones de pesos-oro anuales. Desde 1600 a 1748, 25 millones de pesos-oro anuales; pero a partir de 1748 a 1754 la cifra se situó en 115 440 000 pesos-oro.
Antonio Miguel Alcover nunca quiso reconocer el origen pirata de Sagua la Grande, sin embargo otros afirman que lo cierto es que la niebla de la leyenda ha quedado flotando en la Villa del Undoso, y que muchos autores se inspiran en ese “algo” que aquí sucedió; piratas, corsarios, galeones y tesoros son a veces sinónimos de esta interesante región para los autores e investigadores, aunque nunca lo puedan explicar.
La historia nacional cubana siempre nombra los grandes ataques de piratas a Santiago de Cuba, Puerto Príncipe, La Habana, etc., pero no menciona la enorme cantidad de peticiones de traslados de poblaciones villareñas, más hacia el sur debido a las desastrosas incursiones de piratas, como es el caso de Remedios, Caibarién, Quemado, Santa Clara, etc.
El tenebroso Olonés tuvo por un tiempo su cuartel general en Cayo Francés y el funesto Henry Morgan lo tuvo en Cayo Mosquito.
Son muchas las historias, anécdotas y leyendas que han quedado en la zona sobre los tesoros de Sabaneque.

## Industria maderera (Época Colonial Primitiva)
Tras la época de la piratería (o paralelo a ella) Sagua la Grande entró en el período de los cortes de maderas; enormes y ricos bosques se conservaban intactos desde remotos tiempos y por la gran variedad se le llamó a esta región la costa de oro.
Muchas sociedades madereras se movieron por estas tierras durante los siglos XVII y XVIII, estableciéndose una y otra vez desde Granadillo al este de Sagua, hasta Corralillo al oeste.
Los cortes, como se les conocía, abastecían a los astilleros de La Habana y en algunas ocasiones hasta los propios astilleros y construcciones europeas; se conoce que toda la madera del Palacio-Monasterio de El Escorial de España, fue extraída de los antiguos bosques sagüeros.
A pesar de la poca historia rescatada sobre los primeros tiempos, se sabe que en 1590 el cabildo de Sancti Spíritus entregó en merced a Alonso de Cepeda, el Hato Sabana de Sagua, más tarde llamado Jumagua.
En el lugar actual existían rústicas viviendas fabricadas por los obreros de los cortes de madera, de las cuales había gran cantidad al tomar en 1762 los ingleses la ciudad de La Habana. Suspendidas las construcciones navales, la gente se dispersó hacia otros lugares.

## Industria azucarera (1820-1958)
Durante el siglo XIX contaba la región de Sagua la Grande con la cifra de 170 ingenios azucareros que se beneficiaban de un ferrocarril muy ramificado y de un puerto marítimo muy importante que ya por esta época se encontraba entre los principales de Cuba.
Estos primeros ingenios se fueron demoliendo o fusionando en otros mayores a los que se llamaron centrales azucareros de los que Sagua tenía quince. Sus nombres fueron:
- Constancia
- Corazón de Jesús
- Macagua
- María Antonia
- Nazábal
- Purio
- Ramona
- Resolución
- Resulta
- San Isidro
- Santa Lutgarda
- Santa Teresa
- Ulacia
- Unidad
- Washington

## Industria y comercio (Época republicana)
El estatus de ciudad industrial lo fue adquiriendo durante la República y ya en 1958 estaba considerada "Segunda Ciudad Industrial" después de La Habana debido no solo a la cantidad de talleres, fábricas e industrias sino a la importancia mundial de las mismas.
Se destacan entre otras:
- Fundición "Macfarlane". Distribuía piezas para todos los ingenios azucareros de América. Rodeada esta gran fundición por otras menores como la Fundición "Maribona y Cía.", "Mora y Celaya".
- Destilería "El Infierno". Distribuía sus alcoholes a todo el planeta, y el famoso perfume Guerlain se surtía de esta industria.
- Electroquímica "El Caribe". Elaboraba productos químicos básicos para otras fábricas.
- LLACAR. Fábrica de carretas para uso en la industria azucarera que por primera vez puso gomas de autos (caucho) a sus carruajes. La marca era muy solicitada en todo el Caribe.
- Taller de maderas; Fábrica de curtidos; Fábrica de licores; Fábrica de helados; Fábrica de jabones.
- Fábrica de Perfumes "Vivero-Fraga"
- Fábricas de Tabacos, que eran las siguientes: "Castellón y Mill", "Herrera y Artigas".
- Fábrica de refrescos "Martínez & Cía." (Shampán Sport)
- Fábrica de cemento
- Fábrica de dulces "Genaro Sánchez"
- Imprenta "Pompilio Montero"; Imprenta "Enrique Leiva"; Imprenta "Palacio y Estrada"
- Marmolería "Bacallao"
- Fábrica de ornamentos "CUE"
- Fábrica de mosaicos; Cantera de Jumagua; Calera de Jumagua
- Fábrica de hielo "Roselló y Hnos.; Fábrica de hielo "Pino y Cía.
- Fábrica de sal (salina)
- Tenería "La Aurora"
- Embotelladora "Amaro"

## Poblamiento
En 1792 existía en Sagua una vega de tabaco propiedad de Juan López Solén quien, además había levantado una casa, y en 1796 había un almacén de sal.
El señor Domingo Antonio Caballero, asociado con Juan Caballero, Antonio José Díaz y José Vela, compraron una vega de tabaco a su propietario y haciéndose necesario organizar a la población naciente, Juan Caballero decide fundar oficialmente la ciudad en 1812 mediante el consiguiente reparto de solares.
Así tuvo Sagua un centro de reunión. Alrededor de él, bajo el impulso de los Caballero, la protección del Marqués de San Felipe y otros propietarios de haciendas, vino la instalación de dos pequeños ingenios, y con la fertilidad probada de aquellos terrenos, comenzó la afluencia de nuevos habitantes.
En 1816 el capitán general Cienfuegos creó la capitanía pedánea y en 1817 la capilla quedaba transformada en ermita de tabla y teja.
En 1822 se creó su ayuntamiento, y en 1823 un incendio destruyó la población naciente, lo cual sirvió de estímulo para recomenzar de nuevo y con mejores materiales.
En 1827 Sagua, según datos oficiales, constaba de 81 nuevas viviendas, de las cuales 8 de mampostería y su población ascendía a 463 vecinos.
En 1829 se trasladó a Sagua la ayudantía de Marina establecida en Villa Clara, y en 1830 surgió la primera de las escuelas de Sagua, cuyos gastos costeaba el vecindario.

## Crisis de los misiles octubre 1962

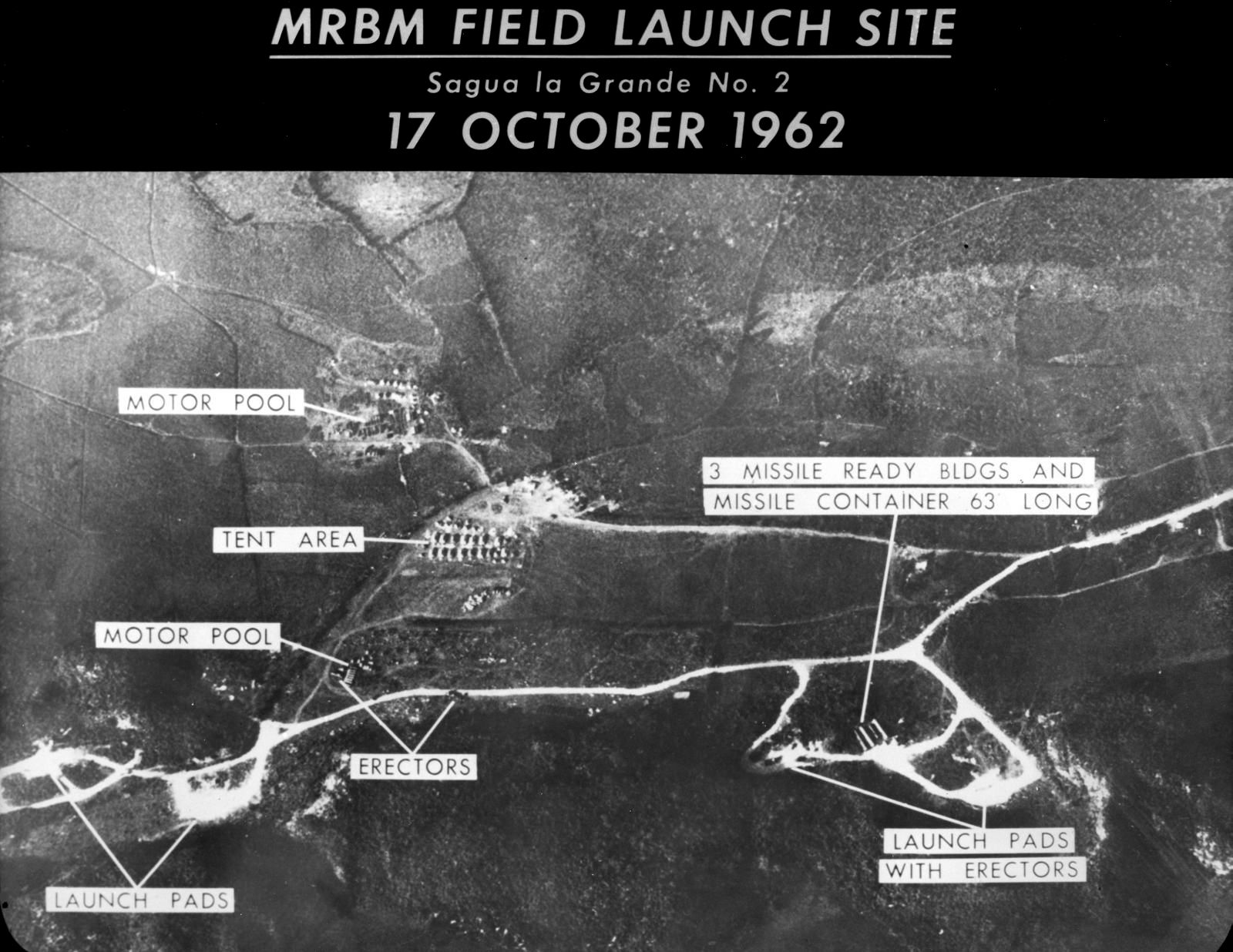
Vista aérea de la instalación de misiles en Sagua la Grande.

Durante la Crisis de octubre de 1962, Sagua la Grande fue una de las regiones que se escogió para almacenar los misiles nucleares que los soviéticos intentaban emplazar apuntando a los Estados Unidos de América.